# Yta
Yta utgör en yttre tvådimensionell begränsning av en kropp, eller en avgränsning mellan två kroppar. På eller genom en yta sker den mesta kemiska och biologiska växelverkan mellan två kroppar. Beroende på kropparnas fysiska faser (fast fas, vätskefas eller gasfas) blir reaktionshastigheten och möjligheten till växelverkan i begränsningsytan olika.
Exempel på en ytas egenskaper (attribut) kan vara till exempel färg, ljushet, reflektionsförmåga, transparens, fuktegenskaper och friktionskoefficient. 
I dagligt tal menas med yta ofta ytskiktet (till exempel vid målning och ytbehandling), egenskaper som då ofta inräknas är till exempel hårdhet, mjukhet, elasticitet, även om dessa innebär en samverkan med den underliggande kroppen. 
När det gäller storleken på en yta (till exempel ytans storlek i kvadratmeter, m²) brukar man i tekniska sammanhang använda beteckningen area. Inom jord- och skogsbruk talar man om ytmått och areal.